# Кубок Роуза
Кубок Роуза (англ. Rous Cup) — футбольний турнір, заснований 1985 року, в якому спочатку брали участь збірні Англії та Шотландії, а з 1987 року почали запрошуватись і південноамериканські гості. Проте турнір не набув популярності і був закритий у 1989 році.

## Історія
Кубок Роуза був створений 1985 року замість Домашнього чемпіонату Великої Британії, закритого 1984 року. Турнір отримав назву в честь Стенлі Роуза, шостого президента ФІФА (1961—1974) та секретаря Футбольної асоціації Англії (1934—1962). Спочатку в кубку брали участь лише збірні Англії та Шотландії, кожна з яких виграла по турніру, що складався з одного матча. 
З 1987 року, для збільшення інтересу до турніру, почала запрошуватись ще одна південноамериканська збірна. Формат турніру змінився, тепер він складався з трьох матчів, по одному між кожними збірними. 
Кубок, не зважаючі на всі спроби, не набув популярності і був закритий у 1989 році. З тих пір матчі між двома найстарішими збірними у світовому футболі проводились лише тоді, коли дві збірні потрапляли одна на одну в міжнародних змаганнях — на Євро-1996 і в кваліфікації плей-офф на Євро-2000.

## Всі турніри

### 1985
| 25 травня 1985 |

| Шотландія | 1–0 | Англія |
| --------- | --- | ------ |
| Гаф 69'   |     |        |

| Гемпден-Парк, Глазго |

### 1986
| 23 квітня 1986 |

| Англія               | 2–1 | Шотландія         |
| -------------------- | --- | ----------------- |
| Батчер 27' Годдл 43' |     | Сунесс 57' (пен.) |

| Вемблі, Лондон |

### 1987
| 19 травня 1987 |

| Англія      | 1–1 | Бразилія       |
| ----------- | --- | -------------- |
| Лінекер 35' |     | Мірандінья 36' |

| Вемблі, Лондон |

| 23 травня 1987 |

| Шотландія | 0–0 | Англія |
| --------- | --- | ------ |
|           |     |        |

| Гемпден-Парк, Глазго |

| 26 травня 1987 |

| Шотландія | 0–2 | Бразилія  |
| --------- | --- | --------- |
|           |     | Раї Валду |

| Гемпден-Парк, Глазго |

| Збірна    | О | І | В | Н | П | ГЗ | ГП | РГ |
| --------- | - | - | - | - | - | -- | -- | -- |
| Бразилія  | 3 | 2 | 1 | 1 | 0 | 3  | 1  | +2 |
| Англія    | 2 | 2 | 0 | 2 | 0 | 1  | 1  | 0  |
| Шотландія | 1 | 2 | 0 | 1 | 1 | 0  | 2  | −2 |

### 1988
| 17 травня 1988 |

| Шотландія | 0–0 | Колумбія |
| --------- | --- | -------- |
|           |     |          |

| Гемпден-Парк, Глазго |

| 21 травня 1988 |

| Англія      | 1–0 | Шотландія |
| ----------- | --- | --------- |
| Бірдслі 12' |     |           |

| Вемблі, Лондон |

| 24 травня 1988 |

| Англія      | 1–1 | Колумбія    |
| ----------- | --- | ----------- |
| Лінекер 22' |     | Ескобар 66' |

| Вемблі, Лондон |

| Збірна    | О | І | В | Н | П | ГЗ | ГП | РГ |
| --------- | - | - | - | - | - | -- | -- | -- |
| Англія    | 3 | 2 | 1 | 1 | 0 | 2  | 1  | +1 |
| Колумбія  | 2 | 2 | 0 | 2 | 0 | 1  | 1  | 0  |
| Шотландія | 1 | 2 | 0 | 1 | 1 | 0  | 1  | −1 |

### 1989
| 23 травня 1989 |

| Англія | 0–0 | Чилі |
| ------ | --- | ---- |
|        |     |      |

| Вемблі, Лондон |

| 27 травня 1989 |

| Шотландія | 0–2 | Англія             |
| --------- | --- | ------------------ |
|           |     | Воддл 20' Балл 82' |

| Гемпден-Парк, Глазго |

| 30 травня 1989 |

| Шотландія         | 2–0 | Чилі |
| ----------------- | --- | ---- |
| Макіналлі Маклеод |     |      |

| Гемпден-Парк, Глазго |

| Збірна    | О | І | В | Н | П | ГЗ | ГП | РГ |
| --------- | - | - | - | - | - | -- | -- | -- |
| Англія    | 3 | 2 | 1 | 1 | 0 | 2  | 0  | +2 |
| Шотландія | 2 | 2 | 1 | 0 | 1 | 2  | 2  | 0  |
| Чилі      | 1 | 2 | 0 | 1 | 1 | 0  | 2  | −2 |

## Загальна таблиця
| Збірна    | Участей | І | В | Н | П | ГЗ | ГП | О  | РГ | В%     |
| --------- | ------- | - | - | - | - | -- | -- | -- | -- | ------ |
| Англія    | 5       | 8 | 3 | 4 | 1 | 7  | 4  | 10 | 3  | 62.50% |
| Шотландія | 5       | 8 | 2 | 2 | 4 | 4  | 7  | 6  | −3 | 37.50% |
| Бразилія  | 1       | 2 | 1 | 1 | 0 | 3  | 1  | 3  | 2  | 75.00% |
| Колумбія  | 1       | 2 | 0 | 2 | 0 | 1  | 1  | 2  | 0  | 50.00% |
| Чилі      | 1       | 2 | 0 | 1 | 1 | 0  | 2  | 1  | −2 | 25.00% |